# Cerro Pehuenche
Der Cerro Pehuenche (spanisch) ist ein Hügel auf der Livingston-Insel im Archipel der Südlichen Shetlandinseln. Am Kap Shirreff, dem nördlichen Ende der Johannes-Paul-II.-Halbinsel, ragt er nordwestlich des Lago Oculto und nördlich des Cerro El Toqui auf.
Chilenische Wissenschaftler benannten ihn nach dem Volk der Pehuenche im Süden Chiles.